# Сен-Кантен-Центр (кантон)

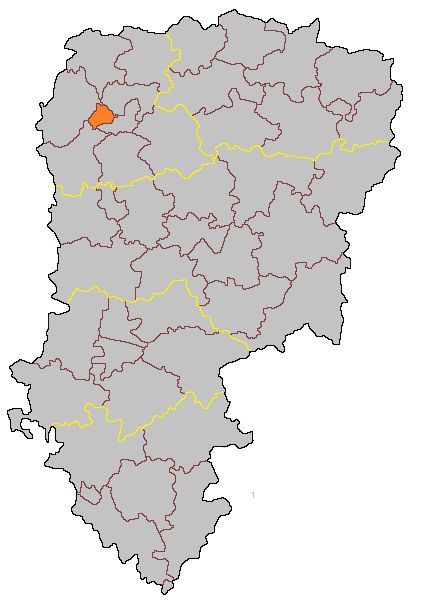
Кантон Сен-Кантен-Центр на карте департамента Эна

Сен-Кантен-Центр (фр. Saint-Quentin-Centre) — упраздненный кантон во Франции, регион Пикардия. Департамент кантона — Эна. Входил в состав округа Сен-Кантен. Население кантона на 2011 год составляло 19 546 человек.
В состав кантона входила центральная часть города Сен-Кантен.

## Политика
|  | Кандидат      | Партия                    | % голосов |
|  | ------------- | ------------------------- | --------- |
|  | Колетт Блерио | Союз за народное движение | 61,43     |
|  | Янник Лежюн   | Национальный фронт        | 38,57     |

|  | Кандидат      | Партия                    | % голосов |
|  | ------------- | ------------------------- | --------- |
|  | Колетт Блерио | Союз за народное движение | 50,20     |
|  | Анн Феррейра  | Социалистическая партия   | 49,80     |